# La Pierre Levée von Soubise

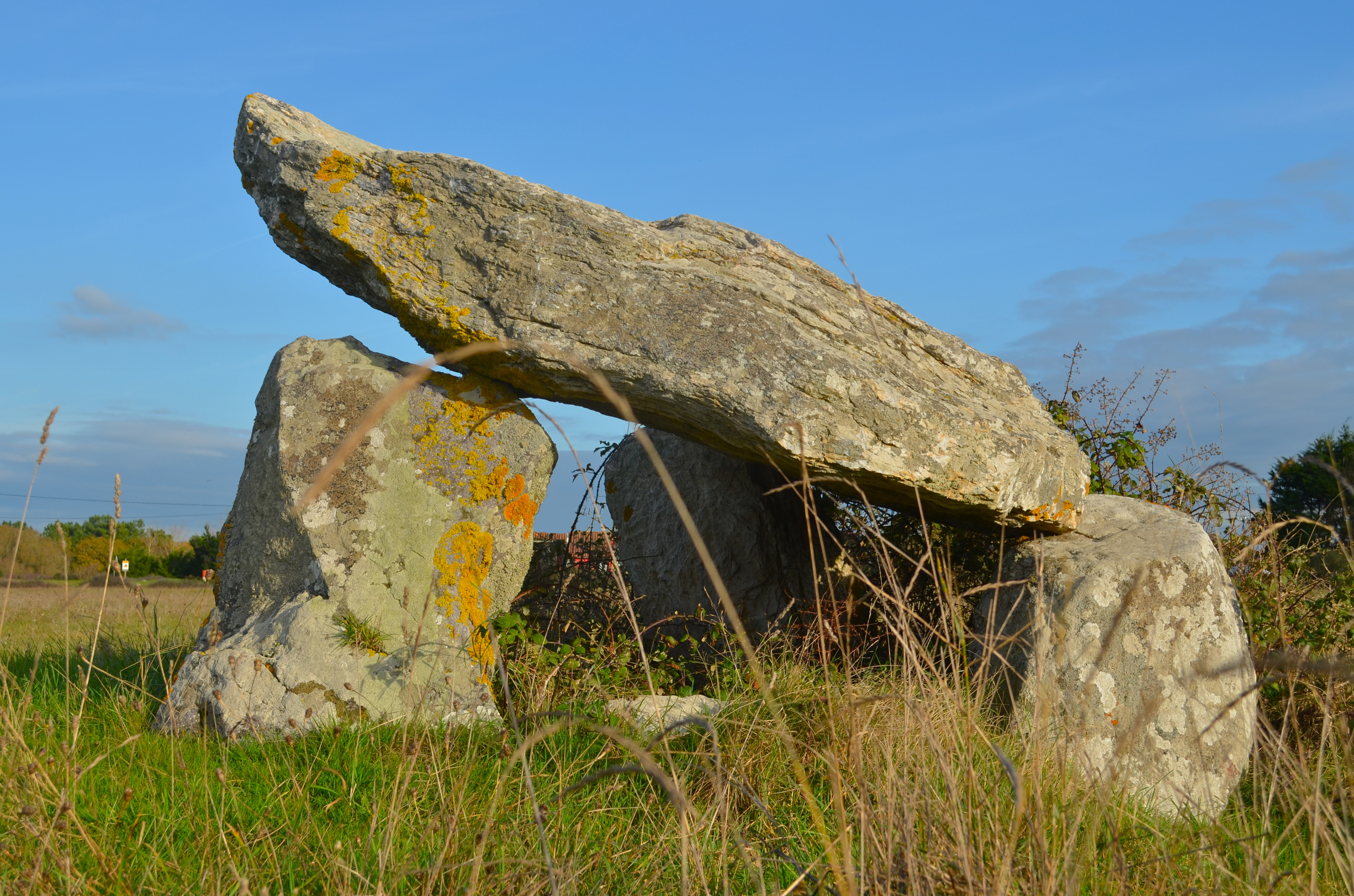
Dolmen La Pierre Levée von Soubise

Der Dolmen La Pierre Levée von Soubise (auch Pierre du Diable genannt) liegt an der Rue du Dolmen nahe der Straße D38 zwischen Brem-sur-Mer und Bretignolles-sur-Mer im Département Vendée in Frankreich. Er lag bis 2005 auf einem großen Stück offenen Graslandes, dann wurde er in die Nähe des Kreisverkehrs an der D38 versetzt.
Der einfache Dolmen – Dolmen ist in Frankreich der Oberbegriff für Megalithanlagen aller Art (siehe: Französische Nomenklatur) – mit seinem 2,5 mal 2,0 Meter messenden, 45 cm dicken Deckstein aus Quarzit, der auf drei Tragsteinen ruht, liegt auf privatem Grund. Weitere Steine lagen verstreut auf den Resten des Grabhügels. Die für Frankreich ungewöhnliche Form mit dem schräg aufliegenden Deckstein erinnert an die Portal Tombs auf den Britischen Inseln.
Im Jahre 1901 wurden die Reste dreier Leichen gefunden.
Der Dolmen, um den sich einige Legenden ranken, ist einer von mehreren Findlingen, Menhiren oder Steintischen mit dem Namen Pierre du Diable (u. a. in Allinges, Arq, Artas, Beuvry, Jambes, Haillot, Lécluse – auch im Plural als „Les Pierres“) in Belgien, Frankreich und in der Schweiz. Ebenso gibt es in Frankreich eine Anzahl von Dolmen, die La Pierre Levée genannt werden (siehe Dolmen de la Pierre Levée).